# Fort Henry (Ontario)

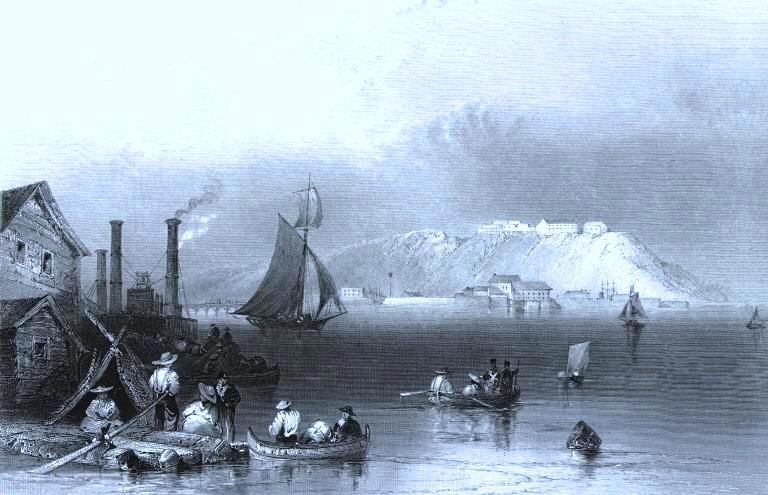
Fort Henry I (1812-1836).

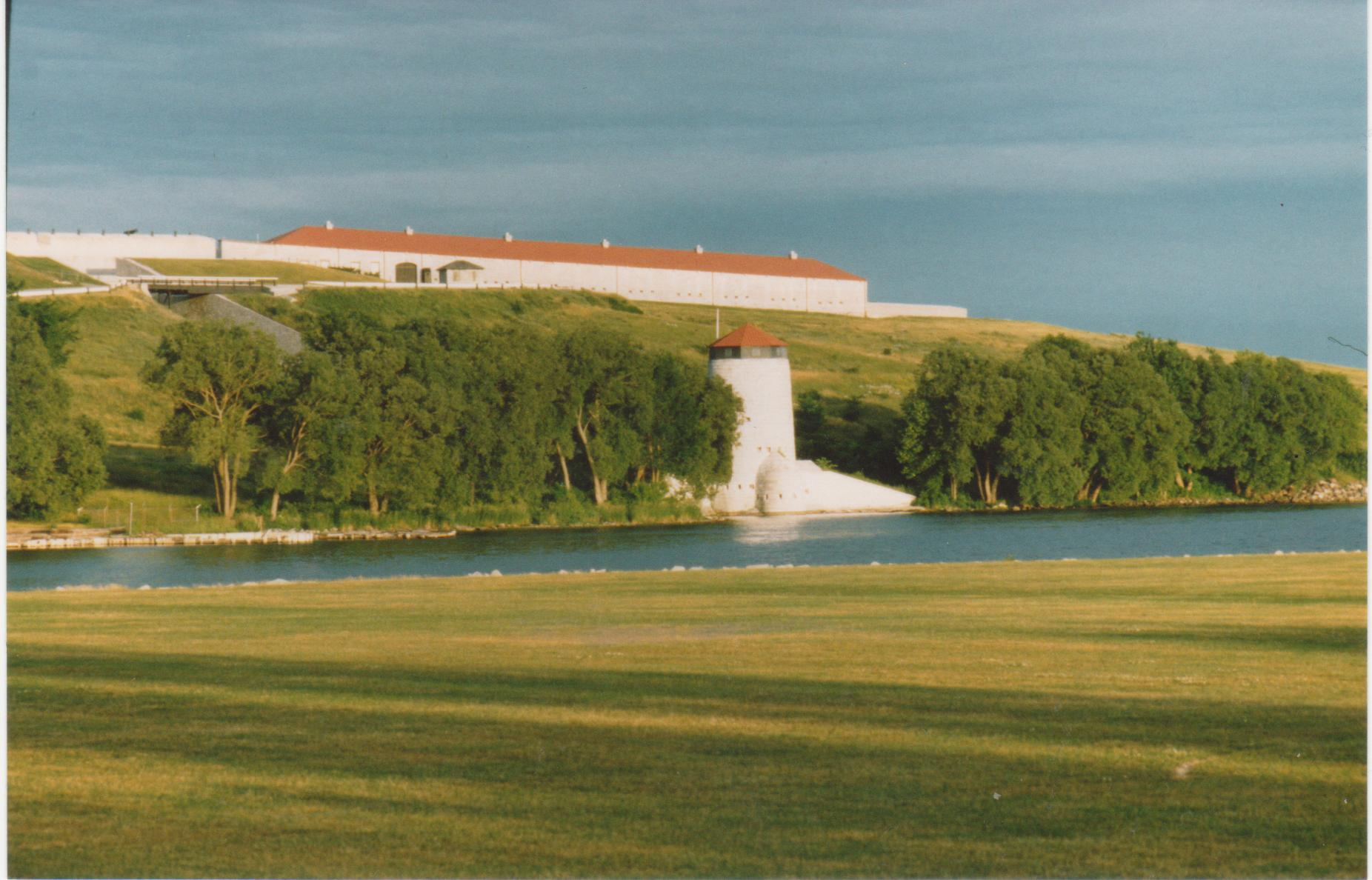
Fort Henry II (1836-1891).

Fort Henry var ett brittiskt (1812-1870) och kanadensiskt (1870-1891) militärt etablissemang beläget i Kingston, Ontario. 

## Fort Henry I
Fort Henry anlades ursprungligen av den brittiska armén under 1812 års krig för att skydda örlogsvarvet i Kingston från amerikanska angrepp. Fortet behärskade även sjöleden på Saint Lawrencefloden och Lake Ontario.

## Fort Henry II
Det nuvarande fortet byggdes 1832-1836 för att skydda Rideaukanalen. När risken för krig mellan Kanada och USA upphört, lades det ner 1891. Under första världskriget användes det för internering av utlänningar som var medborgare i länder med vilka det Brittiska imperiet var i krig med.

## Historiskt minnesmärke
Efter att ha förfallit, upprustades Fort Henry som arbetslöshetsprojekt under depressionen. Idag utgör det ett historiskt minnesmärke vilket under turistsäsongen har ett stort inslag av historiskt återskapande.